# Bradysia lilienthalae
Bradysia lilienthalae är en tvåvingeart som beskrevs av Werner Mohrig och Menzel 1990. Bradysia lilienthalae ingår i släktet Bradysia och familjen sorgmyggor. Arten är reproducerande i Sverige. Inga underarter finns listade i Catalogue of Life.